# Акшокы (Аягозский район)
Акшокы (каз. Ақшоқы) — упразднённое село в Аягозском районе Абайской области Казахстана. Входило в состав Тарбагатайского сельского округа. Код КАТО — 633487500. Исключено из учётных данных в 2024 году.

## Население
В 1999 году население села составляло 288 человек (153 мужчины и 135 женщин). По данным переписи 2009 года, в селе проживало 265 человек (146 мужчин и 119 женщин).